# Dušan Cvetković
Dušan Cvetković (in serbo Душан Цветковић?; 1924) è un ex calciatore jugoslavo, di ruolo portiere.

## Palmarès

### Club
- Kup Maršala Tita: 2

BSK Belgrado: 1953, 1955

### Nazionale
- Argento olimpico: 1

Helsinki 1952